# 김상철 (기업인)
김상철(1953년 ~ )은 대한민국의 기업인이다. 단국대학교 행정학과를 졸업하였다.
김상철은 금호전기 영업본부장으로 있다가 IMF 외환 위기 때 금호전기의 자회사였던 금호미터텍을 인수하며 사업가의 길로 들어섰다. 그는 기업 인수·합병(M&A) 전문가로 더 유명하다. 금호미터텍을 성공시킨 뒤 LCD(액정디스플레이) 장비 업체 두레테크와 보안 업체 소프트포럼, 다윈텍, 캐피탈익스프레스 등을 인수했다.

## 한글과 컴퓨터
한글과컴퓨터(이하 한컴)는 2010년 10월에 인수했다. 인수한 이후 한컴은 2011년 1분기부터 2013년 3분기까지 11분기 연속으로 분기 최대 매출 기록을 세웠다. 'M&A 전문가가 정보기술(IT) 기업을 제대로 경영할 수 있느냐'란 세간의 의혹을 실적으로 잠재웠다.
2014년 3월 20일에는 국내 자동차용 소프트웨어 1위 업체인 MDS테크놀로지를 인수했다.

## 국제로터리
국제로타리 3640지구는 2015년 7월 1일 서울 삼성동 그랜드인터컨티넨탈 호텔에서 이·취임식을 열고 김상철 회장을 제22대 총재로 선출했다
그동안 김상철은 한글과컴퓨터, MDS테크놀로지, 소프트포럼, 한컴지엠디 회장으로 재직 중이며 국제로타리 3640지구 임원으로 활동해왔다. 몽골, 캄보디아의 교육, 의료, 환경개선 지원 사업을 적극적으로 개진한 공로로 2012년 캄보디아 훈장, 2014년 로타리재단 기여공로상 등을 수상했다.

## 인센티브 논란
김상철 한컴 회장은 2020년 2월 CCTV 뉴스 인터뷰에서 “보상을 돈으로 주면 쉽게 써버릴 수 있다”며 “직원들과 같은 땅을 함께 소유하면 공동체 의식이 더욱 강해진다”고 이야기했다.
한컴은 지난 2017년부터 15년 이상 장기 근속자와 우수 성과자에게 회사가 보유한 가평 지역 약 3만 3058m2(1만 평)의 토지를 100평씩 나눠줬다.
증여로 넘긴 것이 아니라 매매를 통해 직원이 매입하도록 했다. 직원들이 토지를 매입한 금액은 '시가'에 가까웠다. 계약서에는 처분제한 항목을 두어서 매매·증여·양도·저당권·지상권·임차권 설정 등의 권리 행사 및 개발 행위도 불가능하게 했다. 계약서의 환매특약에는 한컴이 해당 계약일로부터 5년이 경과했을 경우, 해당 토지의 매매대금인 약 300만 원만 지급하면 다시 토지를 매입할 수 있도록 했다. 또한 퇴사나 사망시 한컴이 다시 환수하도록 되어 있다.
직원이 토지를 가지고 있는 동안 재산세나 종합부동산세는 직원이 낸다.

## 같이 보기
- 한글과컴퓨터